# Popoli costitutivi della Bosnia ed Erzegovina

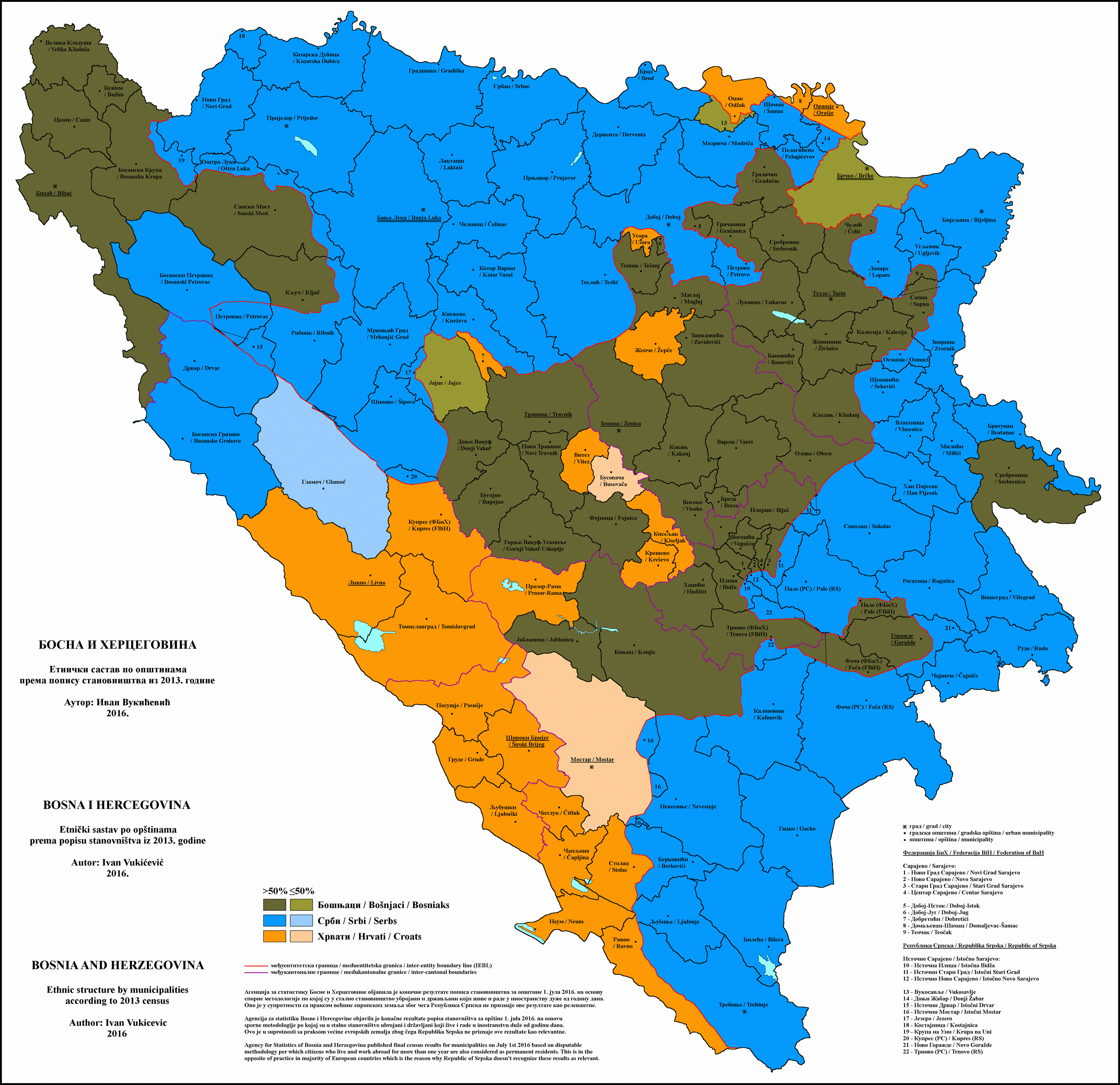
Municipalità di Bosnia ed Erzegovina a maggioranza bosgnacca (marrone), croato-bosniaca (arancione) o serbo-bosniaca (blu), 2013

I tre gruppi etnici riconosciuti come popoli costitutivi della Bosnia ed Erzegovina sono i bosgnacchi, i serbi (serbo-bosniaci) e i croati (croato-bosniaci). Insieme, questi tre popoli costituiscono oltre il 95% della popolazione del paese. La Costituzione della Bosnia ed Erzegovina, che è un allegato dell'accordo di pace di Dayton, definisce come portatori della sovranità i popoli costitutivi (bosgnacchi, croati e serbi) insieme agli "Altri" e ai "cittadini della Bosnia ed Erzegovina".

## Riconoscimento costituzionale
Il termine "costitutivo", denota che tali gruppi non possono essere considerati come immigrati né come minoranze (quali sono invece i rom, gli ebrei bosniaci, ed altri).
I tre popoli della Bosnia ed Erzegovina parlano la lingua bosniaca, la lingua croata o la lingua serba - tutte varianti diversamente standardizzata dell'unica lingua serbocroata, nel suo dialetto stocavo-ijekavo, e pertanto mutualmente intellegibili, pur con varie differenze dialettali.

## Riconoscimento etnografico
I tre gruppi sono prevalentemente distinti dalla fede religiosa o cultura tradizionale residua: l'islam per i bosgnacchi, il cattolicesimo per i croato-bosniaci, e il cristianesimo ortodosso per i serbo-bosniaci.
Uno studio scientifico del 2005 sugli aplogruppi del cromosoma Y sostiene che "i tre gruppi principali della Bosnia ed Erzegovina, nonostante alcune differenze quantitative, condividono una larga frazione dello stesso antico pool genetico, tipico dell'area balcanica".

## Minoranze nazionali e "Altri"
Oltre a coloro che non si riconoscono nei tre popoli costitutivi, la Costituzione riconosce come appartenenti al gruppo degli "Altri" anche i membri delle minoranze nazionali. Una legge del 2003 ne riconosce ufficialmente 17: Albanesi, Cechi, Ebrei, Italiani, Macedoni, Montenegrini, Polacchi, Rom, Romeni, Russi, Russini/Ruteni, Slovacchi, Sloveni, Tedeschi, Turchi, Ucraini e Ungheresi.
Documenti storici menzionano i valacchi, i discendenti delle popolazioni di lingua tracica che furono romanizzate tra il primo e il sesto secolo nei Balcani che hanno parlato una lingua simile alla lingua rumena, ma oggi sono slavificati e parlano una lingua slava.
A partire dal 2008 in svariate occasioni la Corte europea dei diritti dell'uomo di Strasburgo ha sancito che il trattamento privilegiato offerto ai soli membri delle tre suddette comunità è manifestamente discriminatorio verso tutti gli altri cittadini della Bosnia ed Erzegovina e ha invitato quest'ultima a porvi rimedio modificando il proprio sistema costituzionale ed elettorale (caso Sejdić e Finci v. Bosnia ed Erzegovina).